# 检疫站
是一种针对出海者的检疫站，形式可能是永久停泊的船只、一座孤岛或者陆上建筑物。一些检疫站也通过熏蒸完成对邮件的消毒。1423年，威尼斯在拿撒勒的圣玛丽岛上建立了欧洲历史上的第一所检疫站，该模式后来在欧洲得到推广。类似做法一直延续至1936年。